# 매리너 2호
매리너 2호(영어: Mariner 2)는 미국 항공우주국의 매리너 계획의 금성 탐사선이다. 처음에는 매리너 1호의 예비기로서 준비되어 있었다. 매리너 1호의 실패에 의해 매리너 2호는 미국 최초로 행성 탐사에 성공한 행성 탐사선이다. 3개월 반의 비행을 거쳐 금성에 도착해 금성의 접근 통과에 성공했다.
매리너라는 말은 ‘항해자(航海者)’의 뜻이다. 1호는 1962년 7월 22일 발사되었으나 궤도에 오르지 못하고 실패했다. 2호가 최초로 성공했으며, 1962년 8월 케이프커내버럴에서 발사, 12월 14일 초속 37.7km로 금성에 3만 5000km까지 접근하여 42분간 금성관측을 하여, 금성의 대기 · 온도, 행성공간의 증기, 우주선 (물리) · 미립자 등에 관해서 측정했다.

## 같이 보기

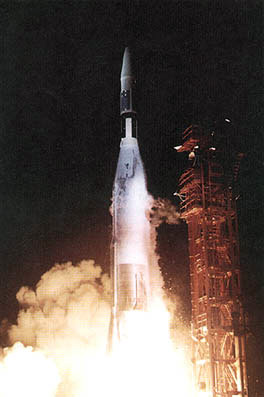
매리너 2호의 발사

- 매리너 계획
- 금성